# Horatio Sanz
Horatio Sanz, původně Horacio, (* 4. června 1969) je americký herec a komik. Narodil se v Santiagu de Chile, vyrůstal však v USA. Americkým občanem se stal v roce 2018. V letech 1998 až 2006 působil v pořadu Saturday Night Live, hrál například ve skeči More Cowbell. I v pozdějších letech se v SNL objevil, ale pouze jako host. Dále hrál například ve filmech Supersvůdníci (2001), Kurs sebeovládání (2003) a Rok jedna (2009). Rovněž se objevoval v seriálech, například Studio 30 Rock, Great News a Love.